# Casa a la Baixada de la Riba (Sant Vicenç de Montalt)
La Casa a la baixada de la Riba és una obra de Sant Vicenç de Montalt (Maresme) inclosa a l'Inventari del Patrimoni Arquitectònic de Catalunya.

## Descripció
Casa entre mitgera amb planta baixa i pis. La porta de pedra té una llinda al igual que les finestres del pis. L'edifici està cobert a dues aigües i teulat.